# 路易斯·哈罗德·戈瑞
路易斯·哈罗德·戈雷（英語：Louis Harold Gray，1905年11月10日—1965年8月7日），英国物理学家，放射生物学之父。為紀念他在測定电离辐射能量吸收剂量（简称吸收剂量）以及吸收剂量對生物組織的影響等方面所作的貢獻，1975年的國際度量衡大會以他的名字戈雷命名了吸收剂量的单位，並取代了雷得，成为新的國際標準單位。

## 外部連結
- Definition of RBE
- The LH Gray Memorial Trust （页面存档备份，存于） founded in 1967
- 行政院輻射委員會 - "戈雷"單位介紹